# Eduard von Lewinski
Eduard Julius Ludwig von Lewinski (22 de febrero de 1829-17 de septiembre de 1906) fue un general prusiano. Su hermano pequeño Alfred von Lewinski también fue general prusiano.
Von Lewinski nació en Münster en la Provincia de Westfalia. Sirvió en la Segunda Guerra de Schleswig en 1864 como capitán de la 1.ª Compañía de Guarnición de la Guardia, y recibió la prestigiosa Pour le Mérite. En la guerra austro-prusiana fue asignado a la 1.ª División como oficial de Estado Mayor. En 1867 Lewinski fue promovido a mayor en el Estado Mayor General. Después sirvió en la guerra franco-prusiana, primero en el personal de la 1.ª División y después como intendente general del Ejército del Sur. En 1871 se convirtió en jefe de Estado Mayor del IX Cuerpo. En 1872 fue promovido a teniente coronel y asumió el mando del 24.º Regimiento de Artillería.
Posteriores ascensos en su carrera militar incluyeron:
- 1877 comandante de la 2.ª brigada de artillería de campo
- 1880 promoción a mayor general
- 1884 nombrado inspector general de la 2.ª Inspección de Artillería de Campo
- 1885 promoción a teniente general
- 1889 nombrado comandante general del VI Cuerpo
- 1890 promoción a general de Artillería
- 1895 retirado del ejército

Von Lewinski murió en Burgwitz, Trebnitz.
Él y su esposa Helene Pauline von Sperling fueron los padres biológicos del futuro Mariscal de Campo Erich von Manstein (1887-1973), que fue adoptado a su nacimiento por sus parientes (sin hijos) General Georg von Manstein y Hedwig von Sperling, hermana de Helene. Una tercera hija von Sperling, Gertrud, estuvo casada con Paul von Hindenburg.

## Honores
- Reino de Prusia:
  - Pour le Mérite (militar), 7 de junio de 1864;[2] con Hojas de Roble, 3 de marzo de 1871[3]
  - Caballero de la Orden del Águila Roja, 4.ª Clase con Espadas, 1866; 2.ª Clase con Hojas de Roble y Espadas en Anillo, 18 de enero de 1883;[2] 1.ª Clase, 20 de septiembre de 1890[4]
  - Cruz de Hierro (1870), 1.ª Clase
  - Caballero de la Real Orden de la Corona, 2.ª Clase, 16 de septiembre de 1879[2]
- Suecia-Noruega: Gran Cruz de Comandante de la Orden de la Espada, 8 de septiembre de 1888[5]